# Beuinghausen
Beuinghausen (ca. 50 Einwohner) war ein Dorf im Stadtgebiet der Stadt Waldbröl und gehört inzwischen zu Rossenbach im Oberbergischen Kreis dem südlichen Nordrhein-Westfalen (Deutschland) innerhalb des Regierungsbezirks Köln.
Der Ort liegt ca. 2,9 km vom Stadtzentrum Waldbröl entfernt an der Brölstrasse B 478 am Anfang von Rossenbach.

## Geschichte
1323  wurde der Ort das erste Mal urkundlich erwähnt und zwar „Die Gebrüder van Buwinckhusen verkauften Haus und Hof an Heinrich von Wallmerod.“
Die Schreibweise der Erstnennung ist Buwinckhusen.